# 1-я пехотная дивизия Добровольческой армии
1-я пехотная дивизия Добровольческой армии, - сформирована в Добровольческой Армии в начале июня 1918 как 1-я дивизия (с 21 мая 1919 — пехотная). В составе ВСЮР. В Русской армии Врангеля именовалась Марковской дивизией и входила в 1-й армейский корпус. 

## Состав
Первоначальный:
- 1-й Офицерский полк
- 1-й Кубанский стрелковый полк
- 1-й офицерский конный полк

А также: 1-я Инженерная рота, 1-я Офицерская батарея и Отдельная конная сотня. 
Участвовала во 2-м Кубанском походе.
В сентябре 1918 имела в своём составе:
- Марковский полк
- Корниловский полк
- Дроздовский полк
- Партизанский полк
- Самурский полк

19 октября 1918 с выделением из Марковского Сводно-гвардейского полка, стала включать две бригады. 
С 15 ноября 1918 вошла во 2-й, с 15 мая 1919 — в 1-й армейский корпус.
Летом 1919 и на 5 октября 1919 имела в своём составе:
- 1-й Корниловский ударный полк
- 2-й Корниловский ударный полк
- 3-й Корниловский ударный полк
- 1-й Офицерский генерала Маркова полк
- 2-й Офицерский генерала Маркова полк
- 3-й Офицерский генерала Маркова полк

А также: запасный батальон (командир: полк. Коновалов; 1122 шт., 7 пул.), 1-ю артиллерийскую бригаду, 1-й запасный артиллерийский дивизион и 1-ю инженерную роту, до 27 августа — также Кабардинский полк, до 1 сентября 1919 — Алексеевский полк.
На 5 октября 1919 личный состав 1 пд насчитывал всего 7170 шт. при 148 пул. 1 пд была основой 1-го армейского корпуса и Добровольческой армии в целом, представляя собой элитное соединение белогвардейцев, состоящее из отборных солдат и офицеров, с высочайшим уровнем командиров на всех уровнях, с большим опытом участия в боевых действиях гражданской войны. Дезертиров и перебежчиков на сторону противника имела меньше всего. Полевые её командиры охотно и часто нарушая установленный командованием порядок формирования частей, ставили в строй недавних красноармейцев, предварительно расстреляв всех коммунистов и комсомольцев, не опасаясь что они будут стрелять им в спину или перебегут в ходе боя к красным. 14 октября 1919 расформирована и разделена на Марковскую и Корниловскую дивизии.

### Русская армия Врангеля
В Русской армии Врангеля именовалась Марковской дивизией и входила в 1-й армейский корпус. С 4 сентября 1920 включала: 
1-й генерала Маркова пехотный полк
2-й генерала Маркова пехотный полк
3-й генерала Маркова пехотный полк
4-й генерала Маркова пехотный полк
Марковская артиллерийская бригада
запасный батальон (полк)
Марковская инженерная рота
Отдельный конный генерала Маркова дивизион (образован 21 августа 1920)

## Командный состав[1]
Начальники:
- ген.-лейт. С. Л. Марков (до 25 июня 1918; убит в бою 25 июня 1918),
- полковник А. П. Кутепов (врио) (с 25 июня 1918 по 15 июля 1918),
- ген.-майор (с 12 ноября 1918 ген.-лейт.) Б. И. Казанович (с 25 июня 1918 по 15 ноября 1918),
- ген.-лейт. С. Л. Станкевич (с 15 ноября 1918 по 11 марта 1919; умер от тифа 11 марта 1919),
- ген.-майор А. П. Колосовский (с 21 марта 1919 по 2 июня 1919),
- ген.-майор Н. С. Тимановский (с 2 июня 1919 по 27 октября 1919; умер от тифа в декабре 1919)

Начальники штаба:
- полковник К. И. Гейдеман (с июня 1918 по 2 декабря 1918; убит в бою 3 декабря 1918),
- полковник А. Н. Кардашенко (с 19 ноября 1918),
- полковник Н. А. де Роберти (с конца января 1919 по 22 июля 1919),
- полковник А. Г. Битенбиндер (с 4 августа 1919).

Командиры бригад:
1-я бригада:
- полковник А. С. Кутепов (с 15 июля 1918 по 26 августа 1918),
- ген.-майор Н. С. Тимановский (с 24 октября 1918 по 31 января 1919; ранен в боях при Ставрополе 2 декабря 1918),
- ген.-майор Н. Н. Ходаковский (врио) (с 27 октября 1918; ранен в боях под Армавиром),
- полковник К. И. Гейдеман (врио) (с 2 декабря 1918 по 3 декабря 1918; убит в бою 3 декабря 1918)
- ген.-майор Н. А. Третьяков (с июня 1919)

2-я бригада:
- полковник Р. М. Туненберг (с 19 ноября 1918 по 11 марта 1919)
- полковник Н. В. Скоблин (сентябрь-октябрь 1919)